# یانوش استاینمتز
یانوش استاینمتز (انگلیسی: János Steinmetz; ۱۵ اکتبر ۱۹۴۷ – ۹ مهٔ ۲۰۰۷) بازیکن واترپلو اهل مجارستان بود.